# Luisa Marie Anna Bourbonská
Luisa Marie Anna de Bourbon (18. listopadu 1674 – 15. září 1681) byla nelegitimní dcerou francouzského krále Ludvíka XIV. a jeho nejznámější milenky Madame de Montespan. Zemřela v raném dětství.

## Životopis
Luisa Marie Anna se narodila v Château de Saint-Germain-en-Laye dne 18. listopadu 1674. Byla již pátým dítětem krále Ludvíka XIV., které zplodil se svou milenkou Madame de Montespan. Legitimizována svým otcem byla v lednu roku 1676 ve věku dvou let.
Po narození se o ni starala Madame de Maintenon, pozdější tajná manželka jejího otce, která se starala i o její starší nemanželské sourozence v domě Rue de Vaugirard, který její otec zřídil pro výchovu svých nemanželských dětí. Luisa Marie se narodila po oficiálním odchodu Madame de Montespan od svého manžela.
Po její legitimizaci v roce 1676 získala titul Mademoiselle de Tours, podle města Tours ve Francii. Vyrůstala převážně v Paříži spolu se svou nejstarší sestrou Luisou Františkou, která byla známá jako Mademoiselle de Nantes. Asi tři roky po jejím narozením se k nim přidala sestra Františka Marie, budoucí manželka Filipa II. Orleánského, regenta Francie. V roce 1678 se narodil její poslední bratr (resp. poslední dítě Ludvíka XIV. s Madame de Montespan), Ludvík Alexandr. Oba byli legitimizováni v roce 1681.
Luisa Marie byla známá jako Mademoiselle de Tours, v roce však 1681 zemřela ve věku 6 let.
Zemřela v Bourbon-l'Archambault. Její otec, který byl v době její smrti ve Fontainebleau, nařídil, aby jeho milovaná dcera byla pohřbena v hrobce vévodů z Bourbonu.